# Montanaro (voleibolista)
José Montanaro Júnior (São Paulo, 29 de junho de 1958) é um ex-voleibolista brasileiro. Na Seleção Brasileira de Voleibol Masculino competiu na categoria juvenil e adulta, sendo nesta última competidor em três edições dos Jogos Olímpicos de Verão, tornando-se medalhista nos Jogos Olímpicos de Verão de 1984, quando conquistou a medalha de prata. Também é medalhista em duas edições dos Jogos Pan-americanos, além de conquistar em Mundiais(Seleções juvenil e adulto), Mundiais de Clubes e Sul-Americanos (Seleção juvenil e adulto) e Sul-Americanos de Clubes entre outros resultados importantes. Montanaro é o criador do Saque Viagem ao Fundo do Mar.

## Carreira
Praticante de voleibol desde o ensino médio, ingressou com apenas 17 anos no Clube Atlético Paulistano como atacante, constituiu o ponto de partida de uma carreira brilhante e repleta de títulos importantes. Defendeu além do Paulistano, o G.S. Edileuoghi, da Itália, o Pirelli e o Esporte Clube Banespa. No período de 1975/1976 obteve bons resultados na categoria juvenil e no adulto, sendo Campeão Brasileiro pela Seleção Paulista Juvenil. Em 1976 foi convocado para Seleção Juvenil para disputar o III Sul-Americano Juvenil realizado em La Paz -Bolívia no conquistou o título de forma invicta.
Na temporada de 1976/1977, novamente repete suas conquistas na categoria juvenil e adulta e em 1977 estava na Seleção Juvenil que disputou o Mundial Juvenil realizado no Rio de Janeiro-Brasil se classificando para o quadrangular final, perdendo paras seleções da China e União Soviética, vencendo o México garantindo assim a medalha de bronze.
Na jornada de 1977/1978, obteve seu melhor resultado em 1978 com nova convocação para Seleção Juvenil para disputar o IV Sul-Americano Juvenil conquistando o bicampeonato; na temporada seguinte de 1978/1979 conquista o título paulista adulto pelo Clube Atlético Paulista e o Campeonato Brasileiro pela Seleção Paulista; também foi convocado em 1978 para Seleção Adulta para disputar o XIII Sul-Americano realizado em Rosário-Argentina no qual conquista a medalha de ouro.
Um fato marcante na sua carreira é a conquista de sua primeira medalha em Jogos Pan-Americanos quando disputou Jogos Pan-Americanos de 1979 realizados em San Juan-Porto Rico pela Seleção Brasileira de Voleibol Masculino ficando com a medalha de prata. e ainda na temporada 1979/1980 se transfere para voleibol italiano onde defendeu G.S. Edilcuoghi no qual ficou em 4 º lugar no Campeonato Italiano, também conquistou a Copa da Itália e pela seleção brasileira disputou sua primeira olimpíada, ficando em 5º lugar nos Jogos Olímpicos de Verão de 1980.
Já no período de 1980/1981 atuando na equipe G.S. Edilcuoghi conquistou o bicampeonato da Copa da Itália e foi convocado para a seleção brasileira obtendo a medalha de ouro no Sul-Americano realizado em Santiago-Chile e ainda conquistou a medalha de bronze, que foi a primeira medalha do país na Copa do Mundo de Voleibol Masculino realizada em Tóquio-Japão; encerra sua trajetória no voleibol italiano como jogador retornando ao Brasil na equipe da Pirelli em 1981 conquistando o título paulista e da Copa Sul-Americana.
Nos anos de 1981/1982 torna-se campeão paulista e brasileiro pela equipe da Pirelli. Outro momento de grande valia para sua carreira ocorreu em 1982 no Rio de Janeiro com a realização do Mundialito no qual a Seleção Brasileira consegue derrotar por 3x2 a seleção da ex-URSS, tida como imbatível com jogadores excepcionais como: Vyacheslav Zaytsev, Aleksandr Savin e outros daquela geração; tal conquista foi uma prévia da final que ocorreria no Campeonato Mundial de Voleibol Masculino de 1982 em Buenos Aires-Argentina, quando os soviéticos mostraram sua força derrotando por 3x0 (15-3,15-4 e 15-5) a equipe do Brasil que ficou com a honrosa medalha de prata que foi um marco deste esporte e muito valorizada pelos brasileiros que estavam desencantados com os maus resultados do futebol na Copa do Mundo de Futebol e de Nelson Piquet no automobilismo, configurando o voleibol com um das paixões do povo brasileiro
Entre os anos de 1982/1983 torna-se novamente campeão paulista e brasileiro pela equipe da Pirelli e conquista o título da Copa Intercontinental pela Pirelli, tal competição realizada na Argentina. Na Seleção Brasileira conquista o ouro do Campeonato Sul-Americano de Voleibol Masculino de 1983 realizado em São Paulo –Brasil de forma invicta e seu primeiro ouro nos Jogos Pan-Americanos em 1983, realizado em Caracas-Venezuela.
No intervalo de 1983/1984 torna-se novamente campeão paulista pela equipe da [Pirelli e conquista o ouro no Campeonato Mundial de Clubes de Voleibol realizado na Argentina, competição não organizado pela FIVB, defendendo as cores da Pirelli. Pela seleção conquista o ouro em 1984 no Mundialito realizado no São Paulo e no mesmo ano ganha a medalha de prata nos Jogos Olímpicos de Verão de 1984 realizado em Los Angeles-EUA, cujo técnico era Bebeto de Freitas, auxiliado pelo Jorjão, e além de Montanaro estavam na equipe: William, Bernardinho, Xandó, Badalhoca, Domingos Maracanã, Rui Campos do Nascimento, Renan, Amauri, Marcus Vinícius, Bernard e Fernandão perdendo a final para a Seleção Norte-Americana por 3x0 (15-6, 15-6 e 15-7).
Na sequência dos anos de 1984/1985 foi novamente campeão paulista pela equipe da Pirelli e por esta conquista o título da Copa Intercontinental que foi realizada em Parma-Itália e pela seleção conquistou a medalha de ouro no Sul-Americano realizado em Caracas-Venezuela. Já nos anos de 1985/1986 foi mais uma vez campeão paulista pela equipe da Pirelli e em 1986 pela seleção disputou o Campeonato Mundial de Voleibol Masculino realizado em Paris-França e na fase de classificação venceu todos os jogos e perde na semifinal por 3x0 (15-5, 15-9 e 15-3) para os americanos e na disputa da medalha pelo bronze sofre nova derrota diante da seleção da Bulgária por 3x0(16-14, 15-5 e 15-8).
Para temporada de 1986/1987 se transferiu para a equipe do Esporte Clube Banespa e perde a final do Campeonato Paulista de Voleibol Masculino contra seu último clube Pirelli; mas com seu atual clube é campeão brasileiro e campeão do circuito nacional, além de conquistar o Sul-Americano de Clubes realizado no Peru.Nos anos de 1987/1988 é novamente vice-campeão paulista, termina com sua equipe na 3ª colocação da Liga Nacional de Voleibol Masculino e novamente obtém o ouro no Sul-Americano de Clubes realizado no Chile.Pela seleção brasileira obtém o ouro no Campeonato Sul-Americano de Voleibol Masculino de 1987 realizado em Montevidéu-Uruguai; disputou sua terceira olimpíada, quando esteve nos Jogos Olímpicos de Verão de 1988 e na fase de preliminar foram derrotados pela Seleção Sul-Coreana de Voleibol Masculino por 3x2 (19-17, 15-8, 6-15, 11-15 e 15-12), classificando em segundo lugar no Grupo A, mas não conseguiu passar da semifinal perdendo para Seleção Norte-Americana por 3x0 (15-3, 15-5 e 15-11) e na disputa da medalha de bronze perde para Seleção Argentina de Voleibol Masculino por 3x2 (15-10, 15-17, 15-8, 12-15 e 15-9). terminando na 4ª colocação.
Em 1988/1989 conquista o título paulista e da Liga Nacional de Voleibol Masculino e ouro no Sul-Americano de Clubes realizado no Argentina e disputou o I Campeonato Mundial de Clubes de Voleibol, realizado na Itália, promovido pela FIVB, perdendo para a Pirelli a medalha de bronze e consequentemente terminando na 4ª colocação. Na temporada 1989/1990 conquista o título paulista e da Liga Nacional de Voleibol Masculino e ouro no Sul-Americano de Clubes realizado no Brasil e disputou o II Campeonato Mundial de Clubes de Voleibol realizado em Bréscia e Milão, promovido pela FIVB, perdendo a final para o clube Mediolanum Milano terminando com a medalha de prata.
E na temporada de 1990/1991 conquista o título paulista e da Liga Nacional de Voleibol Masculino e disputou o III Campeonato Mundial de Clubes de Voleibol realizado emPorto Alegre e São Paulo, promovido pela FIVB, perdendo a final para o clube Il Messaggero Ravenna mais uma vez terminando com a medalha de prata; nas competições disputadas em 1991/1992 conquista o título da Liga Nacional de Voleibol Masculino e ouro no Sul-Americano de Clubes realizado no Brasil e em 1992/1993 ganhar mais um ouro no Sul-Americano de Clubes realizado em São Paulo- Brasil e encerra sua carreira como jogador em 1993
Encerrou sua trajetória como atleta e continuou ligado ao esporte na área de gerenciamento com êxito e agregando títulos e sua estreia no ramo foi no próprio Banespa, ocorrendo à transição de sua fase de ex-jogador do clube a dirigente do mesmo, clube que mudou de nomenclatura: primeiro Santander São Bernardo e mais a frente Brasil Vôlei Clube; mais recente no período de 2010/2011, é o gestor do voleibol SESI-SP e nesta primeira temporada é campeão da Superliga Brasileira de Voleibol.
Após 19 anos de experiência como jogadores e decidiu cursar Educação Física e formou-se pela UniÍtalo, prosseguindo com especialização em Gestão Esportiva pela FGV-SP e pós-graduação em Administração de Marketing pela FAAP-SP, além de se capacitar nos cursos da Federação Paulista de Voleibol e CBV, participando de congressos, seminários e workshops. Depois transferiu-se para o SESI-SP, onde encontrou uma filosofia de trabalho similar a sua e é o gestor de todo o vôlei da indústria paulista e com contato direto as equipes e contribui na seleção dos atletas que sagraram-se campeões da Superliga e desde março de 2010, iniciou um trabalho com as categorias de base no masculino e no feminino; é casado com Camila Gonzalez há mais de 8 anos e pai de Marcela e Gabriela.

## Clubes
| Clube                     | País   | De   | Até  |
| Clube Atlético Paulistano | Brasil | 1975 | 1979 |
| G.S. Edilcuoghi           | Itália | 1979 | 1981 |
| Pirelli                   | Brasil | 1981 | 1986 |
| Esporte Clube Banespa     | Brasil | 1986 | 1993 |

## Títulos e Resultados
Campeonato Brasileiro Juvenil
- 1975-Campeão atuando pela Seleção Paulista Juvenil[1]

Campeonato Brasileiro Adulto
- 1978-Campeão atuando pela Seleção Paulista Adulto Belém-PA [1]

Campeonato Paulista Juvenil
- 1976-Campeão atuando pelo Clube Atlético Paulistano [1]
- 1977- Campeão atuando pelo Clube Atlético Paulistano [1]

Campeonato Paulista de Voleibol Masculino
- 1976-Vice-campeão atuando pelo Clube Atlético Paulistano [1]
- 1977- Campeão atuando pelo Clube Atlético Paulistano [1]
- 1978- Campeão atuando pelo Clube Atlético Paulistano [1]
- 1981- Campeão atuando pelo Pirelli [1]
- 1982- Campeão atuando pelo Pirelli [1]
- 1983- Campeão atuando pelo Pirelli [1]
- 1984- Campeão atuando pelo Pirelli [1]
- 1985- Campeão atuando pelo Pirelli [1]
- 1986- Campeão atuando pelo Pirelli [1]
- 1987- Vice-campeão atuando pelo Esporte Clube Banespa [1]
- 1988- Vice-campeão atuando pelo Esporte Clube Banespa [1]
- 1989- Campeão atuando pelo Esporte Clube Banespa [1]
- 1990- Campeão atuando pelo Esporte Clube Banespa [1]
- 1991- Campeão atuando pelo Esporte Clube Banespa [1]

Campeonato Brasileiro de Clubes de Voleibol Masculino
- 1982- Campeão atuando pelo Pirellii [1]
- 1983- Campeão atuando pelo Pirelli [1]
- 1987- Campeão atuando pelo Esporte Clube Banespa [1]

Liga Nacional de Voleibol Masculino
- 1987/1988- 3º Lugar atuando pelo Esporte Clube Banespa [1]
- 1988/1989- Campeão atuando pelo Esporte Clube Banespa [1]
- 1989/1990- Campeão atuando pelo Esporte Clube Banespa [1]
- 1990/1991- Campeão atuando pelo Esporte Clube Banespa [1]
- 1991/1992- Campeão atuando pelo Esporte Clube Banespa [1]

Campeonato Italiano de Voleibol
- 1979/1980-4º Lugar atuando pelo G.S. Edilcuoghi[1]

Copa da Itália
- 1979/1980-Campeão atuando pelo G.S. Edilcuoghi [1]
- 1980/1981- Campeão atuando pelo G.S. Edilcuoghi[1]

Copa Sul-Americana
- 1981-Campeão atuando pela Pirelli [1]

Copa Intercontinental
- 1982-Campeão atuando pela Pirelli (Buenos Aires, Argentina)[1]
- 1985- Campeão atuando pela Pirelli (Parma, Itália)[1]

Campeonato Sul-Americano de Clubes de Voleibol
- 1988 - Campeão atuando pelo Esporte Clube Banespa (Lima,  Peru)[1]
- 1989 - Campeão atuando pelo Esporte Clube Banespa (Santiago,  Chile)[1]
- 1990 - Campeão atuando pelo Esporte Clube Banespa (Buenos Aires,  Argentina)[1]
- 1991 - Campeão atuando pelo Esporte Clube Banespa (São Paulo,  Brasil)[1]
- 1992 - Campeão atuando pelo Esporte Clube Banespa (São Paulo,  Brasil)[1]
- 1993 - Campeão atuando pelo Esporte Clube Banespa (São Paulo,  Brasil)[13]

Campeonato Mundial de Clubes de Voleibol
- 1989- 4º Lugar atuando pelo Esporte Clube Banespa (Parma,  Itália)[1]

Circuito Nacional
- 1987- Campeão atuando pelo Esporte Clube Banespa [1]

Seleção Brasileira de Voleibol Masculino
Jogos Olímpicos de Verão
- 1980-5º Lugar (Moscou,  União Soviética)[12]
- 1988-4º Lugar (Seul,  Coreia do Sul)[12]

Mundialito
- 1982-Campeão (Rio de Janeiro,  Brasil)[1]
- 1984-Campeão (São Paulo,  Brasil)[1]

Campeonato Mundial de Voleibol Masculino
- 1986-4º Lugar (Paris,  França ) [1]

## Premiações Individuais
- 1993- Melhor Jogador do Mundo na Copa Intercontinental  Itália[1]